# 26727 Wujunjun
26727 Wujunjun è un asteroide della fascia principale. Scoperto nel 2001, presenta un'orbita caratterizzata da un semiasse maggiore pari a 2,5728299 UA e da un'eccentricità di 0,1654313, inclinata di 8,30627° rispetto all'eclittica.